# Кубок вызова ЕКВ среди женщин 2021/2022
14-й розыгрыш Кубка вызова ЕКВ среди женщин (49-й с учётом Кубка обладателей кубков и Кубка топ-команд) проходил с 26 октября 2021 по 23 марта 2022 года с участием 43 команд из 27 стран-членов Европейской конфедерации волейбола. Победителем турнира стала итальянская «Савино Дель Бене» (Скандиччи).

## Система квалификации
Места в Кубке вызова ЕКВ 2021/2022 были распределены по рейтингу ЕКВ на сезон 2021/2022, учитывающему результаты выступлений клубных команд стран-членов ЕКВ в Кубке ЕКВ и Кубке вызова ЕКВ на протяжении трёх сезонов (2018/2019—2020/2021). Согласно ему все страны-члены ЕКВ получили возможность заявить своих представителей в розыгрыш Кубка вызова. 
Страны с рейтинговыми очками, получившие возможность включить своих представителей в розыгрыш Кубка вызова ЕКВ 2021/2022 (в скобках — представительство согласно рейтингу): Чехия, Швейцария, Венгрия, Румыния, Германия, Греция, Словения, Финляндия, Босния и Герцеговина, Белоруссия, Украина, Австрия, Хорватия (все — по 2 команды), Франция, Турция, Бельгия, Италия, Россия, Польша, Испания, Словакия, Нидерланды, Болгария, Израиль, Сербия, Португалия, Норвегия, Дания, Косово, Люксембург, Азербайджан, Албания, Черногория, Латвия, Швеция, Лихтенштейн, Кипр (все — по одной команде). Из стран, не имеющих рейтинговых очков, свою команду заявила Литва. Отказались от участия в Кубке команды России, Финляндии, Белоруссии, Украины, Польши, Косово, Азербайджана, Албании, Черногории, Швеции, Лихтенштейна. Только одну команду вместо двух заявили Венгрия, Германия, Словения. Дополнительные места в розыгрыше получили: Турция (1), Швейцария (1), Румыния (1), Бельгия (1), Австрия (1), Словакия (2), Нидерланды (1), Израиль (1), Португалия (1).

## Команды-участницы
| Страна               | Команда                              |
| -------------------- | ------------------------------------ |
| Франция              | «Расинг Клуб де Канн» (Канны)        |
| Турция               | «Нилюфер» (Бурса)                    |
| Турция               | «Айдын Бююкшехир» (Айдын)            |
| Чехия                | «Шельмы» (Брно)                      |
| Чехия                | «Острава» (Острава)                  |
| Швейцария            | «Пфеффинген» (Пфеффинген)            |
| Швейцария            | «Канти» (Шаффхаузен)                 |
| Швейцария            | «Шезо» (Шезо-сюр-Лозанн)             |
| Венгрия              | «Диамант» (Капошвар)                 |
| Румыния              | «Меджидия» (Меджидия)                |
| Румыния              | «Лугож» (Лугож)                      |
| Бельгия              | «Хермес-Реккенсхоп» (Остенде)        |
| Бельгия              | «Ярако» (Генк)                       |
| Германия             | «Потсдам» (Потсдам)                  |
| Италия               | «Савино Дель Бене» (Скандиччи)       |
| Греция               | «Панатинаикос» (Афины)               |
| Греция               | «Тетис Вулас» (Вула)                 |
| Словения             | «Крим» (Любляна)                     |
| Босния и Герцеговина | «Гацко» (Гацко)                      |
| Босния и Герцеговина | «Мостар» (Мостар)                    |
| Австрия              | «Стилволлейс Линц-Штег» (Линц)       |
| Австрия              | «Холдинг» (Грац)                     |
| Австрия              | «Нидеростеррайх-Сокол-Пост» (Швехат) |
| Хорватия             | «Марина-Каштела» (Каштел Гомилица)   |
| Хорватия             | «Каштела» (Каштел Стари)             |
| Испания              | «Саная Либбис Ла-Лагуна» (Ла-Лагуна) |
| Словакия             | «УКФ Нитра» (Нитра)                  |
| Словакия             | «Пиране» (Брусно)                    |
| Словакия             | ВКП (Братислава)                     |
| Нидерланды           | «Слидрехт Спорт» (Слидрехт)          |
| Нидерланды           | «Аполло-8» (Борне)                   |
| Болгария             | «Казанлык» (Казанлык)                |
| Израиль              | «Хапоэль» (Кфар-Сава)                |
| Израиль              | «Маккаби-Хадера-Хефер» (Хадера)      |
| Сербия               | ТЕНТ (Обреновац)                     |
| Португалия           | «Кайруш» (Понта-Делгада)             |
| Португалия           | «Авиш» (Вила-даз-Авиш)               |
| Норвегия             | «Тромсё» (Тромсё)                    |
| Дания                | «Хольте» (Хольте)                    |
| Люксембург           | «Вальфер» (Вальферданж)              |
| Латвия               | «Ригас ВС» (Рига)                    |
| Кипр                 | АЭЛ (Лимасол)                        |
| Литва                | «Каунас-ВДУ» (Каунас)                |

## Система проведения розыгрыша
В розыгрыше приняли участие 43 команды. На всех стадиях турнира применялась система плей-офф, то есть команды делились на пары и проводили между собой по два матча с разъездами. Победителем пары выходила команда, одержавшая две победы. В случае равенства побед победителем становилась команда, набравшая в рамках двухматчевой серии большее количество очков (за победу 3:0 и 3:1 даётся 3 очка, за победу 3:2 — 2 очка, за поражение 2:3 — 1, за поражение 1:3 и 0:3 очки не начисляются). Если обе команды при этом набрали одинаковое количество очков, то назначался дополнительный («золотой») сет, победивший в котором выходил в следующий раунд соревнований.

## Квалификационный раунд
26.10—4.11.2021
 «Тромсё» —  «Айдын Бююкшехир» (Айдын)
2 ноября. 0:3 (13:25, 15:25, 15:25).
3 ноября. 0:3 (18:25, 15:25, 11:25). Оба матча прошли в Тромсё.
 «Кайруш» (Понта-Делгада) —  «Хольте»
26 октября. 3:0 (25:15, 25:22, 25:15).
2 ноября. 3:0 (25:19, 25:14, 25:16).
 «Нидеростеррайх-Сокол-Пост» (Швехат) —  «Вальферданж» (Вальфер)
27 октября. 3:0 (25:22, 25:20, 25:15).
3 ноября. 3:0 (25:22, 25:23, 25:18).
 «Хапоэль» (Кфар-Сава) —  «Ригас ВС» (Рига)
27 октября. 3:0 (25:18, 25:21, 27:25).
28 октября. 3:1 (25:23, 18:25, 25:12, 25:21). Оба матча прошли в Кфар-Сава.
 АЭЛ (Лимасол) —  «Каштела» (Каштел Стари)
3 ноября. 1:3 (21:25, 16:25, 25:19, 21:25).
4 ноября. 2:3 (25:19, 25:20, 15:25, 13:25, 10:15). Оба матча прошли в Лимасоле.
 «Мостар» —  «Каунас-ВДУ»
26 октября. 0:3 (20:25, 23:25, 21:25).
27 октября. 0:3 (25:27, 14:25, 25:27). Оба матча прошли в Мостаре.
 «Канти» (Шаффхаузен) —  «Острава»
28 октября. 3:2 (26:24, 24:26, 27:25, 23:25, 17:15).
3 ноября. 0:3 (15:25, 22:25, 23:25).
 «Стилволлейс Линц-Штег» (Линц) —  «Шезо» (Шезо-сюр-Лозанн)
28 октября. 3:2 (22:25, 25:22, 26:24, 20:25, 15:12).
3 ноября. 0:3 (16:25, 23:25, 22:25).
 «Пиране» (Брусно) —  «Лугож»
27 октября. 0:3 (6:25, 16:25, 9:25).
3 ноября. 0:3 (19:25, 11:25, 15:25).
 «Слидрехт Спорт» (Слидрехт) —  «Хермес-Реккенсхоп» (Остенде)
27 октября. 1:3 (22:25, 23:25, 26:24, 24:26).
3 ноября. 2:3 (21:25, 21:25, 25:22, 25:20, 13:15).
 ВКП (Братислава) —  «Тетис Вулас» (Вула)
27 октября. 0:3 (22:25, 17:25, 10:25).
2 ноября. 0:3 (16:25, 19:25, 22:25).
В 1/16-финала к 11 победителям квалификационных серий матчей присоединилась ещё 21 команда.

## 1/16 финала
16—25.11.2021
 «Хапоэль» (Кфар-Сава) —  «Крим» (Любляна)
18 ноября. 3:0 (25:18, 25:20, 25:17).
24 ноября. 3:0 (25:15, 25:20, 25:13).
 «Каштела» (Каштел Стари) —  «Меджидия»
17 ноября. 1:3 (25:23, 12:25, 20:25, 14:25).
18 ноября. 1:3 (19:25, 14:25, 25:22, 17:25). Оба матча прошли в Каштел Стари.
 ТЕНТ (Обреновац) —  «Марина-Каштела» (Каштел Гомилица)
16 ноября. 3:1 (16:25, 25:19, 25:19, 25:14).
17 ноября. 3:0 (25:18, 25:15, 25:14). Оба матча прошли в Обреноваце.
 «Шезо» (Шезо-сюр-Лозанн) —  «Шельмы» (Брно)
17 ноября. 2:3 (17:25, 22:25, 25:20, 25:19, 8:15).
25 ноября. 0:3 (17:25, 20:25, 11:25).
 «Острава» —  «Панатинаикос» (Афины)
17 ноября. 3:2 (28:26, 25:23, 18:25, 18:25, 15:11).
24 ноября. 0:3 (18:25, 21:25, 17:25).
 «Хермес-Реккенсхоп» (Остенде) —  «Ярако» (Генк)
17 ноября. 0:3 (24:26, 19:25, 18:25).
24 ноября. 3:0 (технический результат).
 «Аполло-8» (Борне) —  «Саная Либбис Ла-Лагуна» (Ла-Лагуна)
18 ноября. 2:3 (26:24, 22:25, 25:20, 18:25, 12:15).
24 ноября. 1:3 (19:25, 25:15, 19:25, 17:25).
 «Нилюфер» (Бурса) —  «Каунас-ВДУ»  
23 ноября. 3:1 (25:12, 25:19, 22:25, 25:18).
24 ноября. 3:0 (25:19, 25:22, 25:7). Оба матча прошли в Бурсе.
 «Айдын Бююкшехир» (Айдын) —  «Гацко»
17 ноября. 3:0 (25:14, 25:18, 25:17).
24 ноября. 3:0 (25:19, 25:22, 25:22).
 «Маккаби-Хадера-Хефер» (Хадера) —  «Диамант» (Капошвар)
17 ноября. 0:3 (20:25, 14:25, 15:25).
23 ноября. 1:3 (19:25, 25:20, 15:25, 11:25).
 «Нидеростеррайх-Сокол-Пост» (Швехат) —  «Холдинг» (Грац)
17 ноября. 3:0 (28:26, 25:18, 25:20).
24 ноября. 3:0 (технический результат)..
 «Лугож» —  «Пфеффинген»
17 ноября. 3:2 (23:25, 21:25, 25:23, 25:19, 15:8).
25 ноября. 3:1 (25:21, 22:25, 25:23, 28:26).
 «Савино Дель Бене» (Скандиччи) —  «Тетис Вулас» (Вула)  
17 ноября. 3:0 (25:11, 25:15, 25:21).
18 ноября. 3:0 (25:20, 25:20, 25:15). Оба матча прошли в Скандиччи.
 «Потсдам» —  «Кайруш» (Понта-Делгада)
23 ноября. 3:0 (25:15, 25:14, 25:18).
24 ноября. 3:0 (25:12, 25:12, 25:14). Оба матча прошли в Потсдаме.
 «Казанлык» —  «УКФ Нитра»
17 ноября. 3:0 (25:21, 25:21, 25:22).
24 ноября. 1:3 (22:25, 25:21, 21:25, 16:25). «Золотой» сет — 9:15.
 «Авиш» (Вила-даз-Авиш) —  «Расинг Клуб де Канн» (Канны)
17 ноября. 0:3 (16:25, 21:25, 16:25).
24 ноября. 0:3 (15:25, 18:25, 21:25).

## 1/8 финала
7—15.12.2021
 «Хапоэль» (Кфар-Сава) —  «Меджидия»
8 декабря. 0:3 (17:25, 22:25, 19:25).
15 декабря. 0:3 (27:29, 17:25, 22:25).
 ТЕНТ (Обреновац) —  «Шельмы» (Брно)
7 декабря. 3:2 (25:12, 29:27, 24:26, 21:25, 15:2).
15 декабря. 3:0 (25:21, 25:19, 25:12).
 «Панатинаикос» (Афины) —  «Хермес-Реккенсхоп» (Остенде)
14 декабря. 3:0 (25:17, 25:10, 25:12).
15 декабря. 2:3 (22:25, 25:18, 21:25, 25:22, 10:15). Оба матча прошли в Афинах.
 «Саная Либбис Ла-Лагуна» (Ла-Лагуна) —  «Нилюфер» (Бурса)
8 декабря. 3:2 (22:25, 17:25, 25:21, 25:19, 15:10).
15 декабря. 3:1 (25:15, 12:25, 25:23, 25:16).
 «Айдын Бююкшехир» (Айдын) —  «Диамант» (Капошвар)
7 декабря. 3:0 (25:19, 25:14, 25:23).
14 декабря. 3:0 (25:17, 28:26, 25:20).
 «Нидеростеррайх-Сокол-Пост» (Швехат) —  «Лугож»
8 декабря. 0:3 (22:25, 23:25, 20:25).
15 декабря. 0:3 (19:25, 13:25, 19:25).
 «Савино Дель Бене» (Скандиччи) —  «Потсдам»
8 декабря. 3:1 (20:25, 25:15, 25:18, 25:16).
14 декабря. 3:0 (25:17, 25:16, 25:17).
 «УКФ Нитра» (Кфар) —  «Расинг Клуб де Канн» (Канны)
8 декабря. 0:3 (19:25, 16:25, 28:30).
14 декабря. 1:3 (14:25, 19:25, 25, 23, 22:25).

## Четвертьфинал
25.01—3.02.2022
 «Меджидия» —  ТЕНТ (Обреновац)
26 января. 1:3 (21:25, 22:25, 25:23, 18:25).
3 февраля. 0:3 (16:25, 23:25, 21:25).
 «Панатинаикос» (Афины) —  «Саная Либбис Ла-Лагуна» (Ла-Лагуна)
27 января. 2:3 (16:25, 25:12, 29:27, 21:25, 12:15).
2 февраля. 0:3 (21:25, 23:25, 19:25).
 «Айдын Бююкшехир» (Айдын) —  «Лугож»
25 января. 3:2 (26:28, 25:16, 25:16, 22:25, 15:10).
1 февраля. 3:2 (23:25, 26:24, 22:25, 25:20, 15:9).
 «Савино Дель Бене» (Скандиччи) —  «Расинг Клуб де Канн» (Канны)
26 января. 3:1 (25:14, 26:28, 25:22, 25:19).
2 февраля. 3:0 (28:26, 25:18, 27:25).

## Полуфинал
24.02/ 2.03.2022
 ТЕНТ (Обреновац) —  «Саная Либбис Ла-Лагуна» (Ла-Лагуна)
24 февраля. 1:3 (16:25, 22:25, 25:19, 20:25).
2 марта. 0:3 (21:25, 25:23, 25:22, 18:25, 10:15).
 «Айдын Бююкшехир» (Айдын) —  «Савино Дель Бене» (Скандиччи)
24 февраля. 2:3 (21:25, 23:25, 19:25).
2 марта. 0:3 (14:25, 15:25, 22:25).

## Финал

### 1-й матч
| 16 марта 2022 | \| «Саная Либбис Ла-Лагуна» (Ла-Лагуна) \| 0:3 cev.eu \| «Савино Дель Бене» (Скандиччи) \| \| Белли Нсунгимина (7) Лиза Жанпьер (10) Дженель Джордан (7) Патрисия Аранда (5) Лисбет Арредондо (3) Джессика Вагнер (7) Патрисия Льябрес (либеро) Кристина Перес Паола Мартинес (1) \| Голы \| Наталия Перейра (13) Сара Альберти (7) Екатерина Антропова (20) Вероника Анджелони (10) Ана Беатрис Силва (6) Офелия Малинов (3) Бренда Кастильо (либеро) Марина Лубиан (1) Луиза Липпман Летиция Камера \| | Ла-Лагуна Pabellon Insular de Santiago Martin 3500 зрителей |
| Счёт по партиям — 20:25, 22:25, 15:25. Время матча — 1 час 16 минут. Судьи: Оана Форту, Дьюла Тильман.                                                                              | | |
| «Саная Либбис Ла-Лагуна» (Ла-Лагуна) | 0:3 cev.eu | «Савино Дель Бене» (Скандиччи) |
| Белли Нсунгимина (7) Лиза Жанпьер (10) Дженель Джордан (7) Патрисия Аранда (5) Лисбет Арредондо (3) Джессика Вагнер (7) Патрисия Льябрес (либеро) Кристина Перес Паола Мартинес (1) | Голы | Наталия Перейра (13) Сара Альберти (7) Екатерина Антропова (20) Вероника Анджелони (10) Ана Беатрис Силва (6) Офелия Малинов (3) Бренда Кастильо (либеро) Марина Лубиан (1) Луиза Липпман Летиция Камера |

### 2-й матч
| 23 марта 2022 | \| «Савино Дель Бене» (Скандиччи) \| 3:0 cev.eu \| «Саная Либбис Ла-Лагуна» (Ла-Лагуна) \| \| Офелия Малинов (3) Наталия Перейра (3) Сара Альберти (8) Екатерина Антропова (11) Элена Пьетрини (13) Марина Лубиан (5) Бренда Кастильо (либеро) Франческа Наподано (либеро) Луиза Липпман (3) Летиция Камера Бенедетта Бартолини (4) Ана Беатрис Силва Вероника Анджелони (1) Индре Сорокайте (4) \| Голы \| Патрисия Аранда Лисбет Арредондо (4) Джессика Вагнер (8) Белли Нсунгимина (2) Лиза Жанпьер (2) Дженель Джордан (8) Патрисия Льябрес (либеро) Лусия Проль Кристина Перес Паола Мартинес Дайса Дельгадо \| | Скандиччи PalaRiadoli 820 зрителей |
| Счёт по партиям — 25:12, 25:12, 25:10. Время матча — 1 час 03 минуты. Судьи: Бернард Валентар, Василиос Василиадис. | | |
| «Савино Дель Бене» (Скандиччи) | 3:0 cev.eu | «Саная Либбис Ла-Лагуна» (Ла-Лагуна) |
| Офелия Малинов (3) Наталия Перейра (3) Сара Альберти (8) Екатерина Антропова (11) Элена Пьетрини (13) Марина Лубиан (5) Бренда Кастильо (либеро) Франческа Наподано (либеро) Луиза Липпман (3) Летиция Камера Бенедетта Бартолини (4) Ана Беатрис Силва Вероника Анджелони (1) Индре Сорокайте (4) | Голы | Патрисия Аранда Лисбет Арредондо (4) Джессика Вагнер (8) Белли Нсунгимина (2) Лиза Жанпьер (2) Дженель Джордан (8) Патрисия Льябрес (либеро) Лусия Проль Кристина Перес Паола Мартинес Дайса Дельгадо |

## Призёры
«Савино Дель Бене» (Скандиччи): Вероника Анджелони, Сара Альберти, Ана Беатрис Силва Корреа, Офелия Малинов, Франческа Наподано, Элена Пьетрини, Марина Лубиан, Наталия Зильо Перейра, Луиза Липпман, Бенедетта Бартолини, Екатерина Антропова, Летиция Камера, Индре Сорокайте, Бренда Кастильо. Главный тренер — Массимо Барболини.
  «Саная Либбис Ла-Лагуна» (Ла-Лагуна): Лусия Проль Брулья, Белли Нсунгимина Меньяна, Лиза Жанпьер, Кристина Перес Пече, Паола Мартинес Вела, Патрисия Аранда Муньос, Дженель Джордан, Дайса Дельгадо ван Донген, Патрисия Льябрес Эррера, Хорхе Мария, Джессика Вагнер, Лисбет Арредондо. Главный тренер — Хуан Диего Гарсия Диас.